# ماري كاسيدي
ماري كاسيدي (بالإنجليزية: Marie Cassidy)‏ هيَ عالمة أمراض أيرلندية، عَملت في مكتب علم الأمراض الحكومي في جمهورية أيرلندا.

## حياتها
وُلدت ماري في 1959 في بلدة روثرجلين في مدينة غلاسكو في المملكة المتحدة، وهيَ حفيدة أحد المُهاجرين من دونيجال في أيرلندا. تَعيش حالياً في دبلن وهي مُتزوجة ولديها طِفلان.

### عملها
حَصلت ماري على شِهادة الطِب من جامعة غلاسكو في يناير 1978، وفي عام 1985 أصبحت عُضواً في الكلية الملكية لعلماء الأمراض وفي نفس العام أصبحت طَبيبة في علم الأمراض الشَرعية، وبذلك أصبحت أول طَبيبة بدام كامل في علم الأمراض الشَرعية في المملكة المتحدة. شَغلت مَنصب أستاذة في الطب الشَرعي في جامعة غلاسكو قبل انتقالها إلى إيرلندا في عام 1988 لتتولى مَنصب نائب أخصائي أمراض الدولة. عُينت في منصب أخصائي أمراض الدولة في يناير 2004 خلفاً للبروفيسور جون هاربيسون لِتصبح أول طبيبة دولة في علم أمراض في أيرلندا. تَعمل ماري أيضاً بروفيسور في الطب الشرعي في الكلية الملكية للجراحين وَكلية الثالوث في دبلن.
عَملت ماري أيضاً مُستشارة للأمم المُتحدة، حيثُ ساعدت على تحديد عدد ضحايا جرائم الحَرب في البوسنة، كما عَملت مُستشارة لبرنامج سلسلة الجرائم التلفزيونية تاجارت، كما إنَّ إحدى الشخصيات في كتاب «جسم الإنسان» (The Human Body) تقوم عليها.